# Baikal MCM
A Pistola Margolin MC é uma pistola semiautomática de carregamento automático da culatra, de origem soviética (depois russa) voltada para o esporte de tiro desportivo, mais específicamente o tiro ao alvo de "pistola padrão a 25m" (não olímpico) da Federação Internacional de Tiro Desportivo. A pistola Margolin se distinguiu pelas boas qualidades de tiro, preço baixo, simplicidade e durabilidade do design.

## Histórico
Projetadas por Mikhail Margolin entre 1946 e 1948, as primeiras cinco pistolas foram fabricadas em 1947. A abreviação MC significa "Modelo TsKIB", pois os desenhos e a documentação foram preparados no escritóerio estatal de projetos TsKIB SOO. Produzido na fábrica mecânica de Izhevsk, de 1948 a 1979.
Essa pistola, continuou sendo usada (com modificações) em competições internacionais de 1954 a 1974, e continua sendo usada em treinos até os dias de hoje.

## Projeto
A Pistola Margolin MC é baseada no princípio do obturador sem recuo. Tipo de gatilho aberto que permite ajustar seu movimento em toda a extensão. Uma mola de retorno com uma haste está localizada sob o cano. Um carregador de pilha única para munições de 10, 5 ou 6 cartuchos .22LR está localizado na empunhadura.
A mira micrométrica da pistola é regulada movendo a mira traseira horizontalmente e a mira dianteira verticalmente, proporcionando uma mira precisa e estável. Apesar de criticado por alguns, o fato da linha de mira da Pistola Margolin MC ser mais alta que o "padrão", esse era um recurso de design que os projetos da Margolin tinham em comum com o famoso fuzil AK-47. O AK-47, projetado entre 1946 e 1948, como a Margolin, tinha mira alta, o que permitia ao operador, abaixar o cano, alinhado-o melhor com o ombro, reduzindo assim a elevação do cano.
A pistola pode ser equipada com um compensador na extremidade do cano, e também pesos adicionais encaixados sob ele (numa espécie de trilho), para alterar o balanceamento. Além disso existem empunaduras especiais e apêndices ortopédicos para elas permitindo uma adaptação perfeita na empunhadura.

## Variantes
- MC-1 (МЦ-1)
- MCM Standard Small-bore Pistol (Пистолет малокалиберный стандартный МЦМ)
- MTsU (МЦУ)
- Baikal "Margot" (МЦМ-К «Марго»)[7] Uma versão mais "velada", chamada Margot para prática de tiro ao alvo menos formal e também para defesa pessoal. O cano é encurtado para 98 mm e as miras originais são simplificadas nessa versão.[8]
- "Broca" («Дрель») - uma modificação da "Margot" com câmara de 5,45 × 18 mm com um cano encurtado para 78 mm[1]
  - "Super-Broca" («Супер-Дрель») M 2 - modificação da pistola "Broca"[1]
- MP-449 - variante no calibre .25 ACP[1]
- IZh-77 (ИЖ-77) - uma arma de pressão não letal[9][10]
- AE-15G - outra variante não letal, porém mais potentes, essa no calibre 9mm P.A.K., produzida pela empresa Schmeiser JV de Kiev.[11]

## Na cultura
A estética da versão "MCM" da Pistola Margolin, foi a base para o design de armas diferentes em alguns filmes. No filme Star Wars, o personagem da Princesa Leia usava uma arma, um "desintegrador", baseado na linha estética da MCM.